# Cleora biclavata
Cleora biclavata är en fjärilsart som beskrevs av Fletcher 1953. Cleora biclavata ingår i släktet Cleora och familjen mätare. Inga underarter finns listade i Catalogue of Life.